# Aegiphila monticola
Espèce
Statut de conservation UICN

 EN B1ab(iii) : En danger
Aegiphila monticola est une espèce de plantes du genre Aegiphila de la famille des Lamiaceae.